# OKR
OKR (от англ. Objectives and Key Results «цели и ключевые результаты») — методика постановки, синхронизации и мониторинга целей и ключевых результатов на уровне организации, команды и на индивидуальном уровне. Позволяет повысить мотивацию сотрудников, ускорить работу и сохранять фокус на приоритетных целях.

## История OKR
История появления OKR напрямую связана с историей развития целеполагания в целом. Все началось в 1954 году, когда Питер Друкер опубликовал книгу «The Practice of Management», где впервые представил методику MBO (Management by Objectives / Управление по целям). С этого началась история методик целеполагания.
Развитие темы мотивирующих целей началось позднее в 1968 г., когда Эдвин Локк, профессор мотивации и лидерства в Школе бизнеса Роберта Х. Смита в Университете Мэриленда, предложил теорию постановки целей. В данной теории выделялось два ключевых принципа:
1) сложность достижения цели линейно и положительно связана с эффективностью и мотивацией таким образом, что чем сложнее цель, тем больше усилий, сосредоточенности и мотивации будет у сотрудника;
2) постановка конкретных целей приводит к более высокой производительности, чем постановка абстрактных целей.
Принципы, предложенные Эдвином Локком, поддержал Энди Гроув, сооснователь и главный исполнительный директор Intel, и продолжил их развитие. Изначально в компании Intel использовалась методика целеполагания MBO. Под влиянием теории Эдвина Локка и необходимости ставить и достигать большие амбициозные цели он усовершенствовал методику MBO и в 1971 г. создал iMBO (Intel MBO). Благодаря iMBO компания Intel стремительно увеличила свой рост и превзошла конкурентов, достигнув цель: микропроцессор Intel 8086 завоевал 85% рынка. iMBO были усовершенствованы в компании Google Джоном Дорром, бывшим сотрудником Intel и новая методика целеполагания была названа OKR.  
На данный момент OKR используют многие ведущие компании такие, как Google, LinkedIn, Zynga, Facebook, Amazon, Microsoft, Twitter, Netflix и др.
В России методика OKR набирает популярность и уже применяется в компаниях Авито, Тинькофф, Dodo pizza, X5 Retail Group, Циан, Headhunter, dentsu Russia и др.

## Принцип работы OKR
Суть методики состоит в том, чтобы определить 3-5 сложно достижимых амбициозных целей на определенный цикл (чаще всего год и квартал). Цели могут ставиться для всей компании, команды (департамента, отдела, проектной команды) и для отдельных сотрудников.
Для каждой из поставленных целей определяются 3-5 измеримых ключевых результатов, по которым можно судить о достижении цели. На постоянной основе и по истечении заданного цикла (год, квартал) по каждой цели и по каждому из ключевых результатов оценивается уровень достижения. Считается хорошим достижением, если цель достигается на 70% от запланированного в ключевых результатах. То есть цели настолько амбициозны, что достичь их на 100% должно быть очень сложно. Если цель выполнена на 100%, это свидетельствует о недостаточно амбициозной постановке цели. Если менее 60%, значит, цель была слишком амбициозной или ей не уделялось должного внимания.
При этом итоговый процент достижения целей не рассматривается руководством в качестве индикатора выплаты бонусов сотрудникам. В OKR нельзя привязывать бонусы, как в KPI, к плановым значениям OKR, чтобы сотрудники не занижали плановые значения OKR и у них была возможность мыслить действительно амбициозно.
Ключевое отличие методологии OKR от прочих подобных методик заключается в том, что сформулированная цель не является заведомо выполнимой полностью в установленные сроки. Предполагается, что сотрудник должен чувствовать себя некомфортно при постановке цели. Цели и Ключевые результаты могут периодически пересматриваться, что позволяет компании оперативно реагировать на ситуацию на рынке, но для внесения изменений должны быть обоснования, например, цель потеряла актуальность.

## Преимущества
- Сохранение фокуса: благодаря тому, что в OKR можно поставить только три-пять целей и три-пять ключевых результатов на цель, все участники компании сохраняют фокус на приоритетных целях и уделяют большую часть времени и усилий именно им;
- Эффективная коммуникация между сотрудниками и командами и синхронизация их работы: руководство компаний, команды и сотрудники договариваются о единых целях и ключевых результатах и на постоянной основе обмениваются статусом реализации своих амбиций, что позволяет всем находиться в одном информационном поле и двигаться в одном направлении;
- Прозрачный мониторинг позволяет еженедельно (или раз в 2 недели) видеть статус по каждому ключевому результату и целям компании, команд и сотрудников, что позволяет оперативно принимать решения для достижения амбициозных целей.[4]

## Сложности
При внедрении и использовании OKR могут возникнуть сложности, все они зачастую связаны либо с недостаточным опытом, либо с отсутствием поддержки со стороны руководителя/внешнего эксперта, либо с отхождением от принципов OKR.
- Если при внедрении OKR руководство не объясняет причины внедрения и преимущества методологии, то у сотрудников может сложиться скептическое отношение и недоверие к методологии;
- Если руководство использует OKR в качестве «инструмента контроля», сотрудники могут реагировать негативно и потенциал OKR не будет раскрыт;
- Слишком много целей быстро разрушат всю компанию;
- Без постановки амбициозных и сложно достижимых целей OKR мало что даёт;
- OKR требуют дисциплины (в отношении прозрачности, мониторинга, сосредоточенности, лояльности, самоорганизации, затрат времени), иначе они не приведут к ожидаемым результатам;
- OKR требует соответствующей открытой корпоративной культуры и стремления к большей гибкости;
- Использование программного обеспечения OKR приводит к чрезмерно сложным процедурам.

## Примеры OKR
Примеры из книги “Измеряйте самое важное” Джона Дорра, основоположника методологии OKR:

#### Корпоративная цель Intel
Добиться того, чтобы 8086 стал самым эффективным 16-битовым семейством МП.

##### Ключевые результаты (К21980)
1. Разработать пять бенчмарков, чтобы продемонстрировать превосходство семейств 8086 (практическое применение);
2. Перекомпоновать пакет продукции 8086 (маркетинг);
3. Ввести 8-МГц чип в производство (инжиниринг, производство);
4. Испытать математический сопроцессор не позднее 15 июня (инжиниринг);

#### Цель инжиниринга (К2 1980)
Доставить 500 чипов 8086 с частотой 8 МГц в CGW к 30 мая.

##### Ключевые результаты
1. Подготовить окончательные схемы для фотошаблона к 5 апреля;
2. Подготовить маски для версии 2.3 к 9 апреля;
3. Подготовить тестовые пленки к 15 мая (наверно, к 15 апреля);
4. Приступить к производству не позднее 1 мая.

Вышеуказанные примеры показывают, как выглядели Цели и Ключевые результаты команды/компании, когда методология только зарождалась. Спустя время OKR эволюционировали, появилась классификация ключевых результатов: результаты-действия, результаты-ценности. Первые обычно звучат как “сделать”, “запустить”, “подготовить” и тд: они показывают, какое действие действие необходимо выполнить для достижения цели. Вторые звучат как “стать”, “повысить”, “улучшить”, “снизить” и т.д.: они отражают ценность и показывают, как необходимо изменить метрику, чтобы приблизиться к цели.
С эволюционированием OKR стало появляться больше результатов-ценностей в виде метрик, как в примерах ниже:

#### Цель отдела маркетинга:[7]
Создать клиентоориентированный сайт компании.

##### Ключевые результаты
1. Сделать редизайн визуальных эффектов и макета сайта;
2. Увеличьте скорость загрузки на 20%;
3. Охватывать по 1 миллиону посетителей в месяц;
4. Увеличить среднее время посещения на 20%;
5. Увеличить количество лидов на сайте в 1,5 раза.

#### ЦельHR:[7]
Успешно внедрить систему обучения в компании на основе потребностей сотрудников.

##### Ключевые результаты
1. Опросить 80% сотрудников, чтобы определить 3 ключевые компетенции, которые необходимо развивать;
2. Провести 3 тренинга по ключевым компетенциям в 1 команде со средней оценкой удовлетворенности >80%;
3. Провести обучение во всей компании (14 командах);
4. Повысить уверенность сотрудников с 45% до 70% при выполнении задач.

## Отличие OKR от KPI
При ознакомлении с методологией OKR может возникнуть вопрос, чем она отличается от KPI (от англ. Key Performance Indicators; в переводе “Ключевые показатели эффективности”).

#### Сходства
1. принцип измеримости: метрики в OKR и KPI измеримые (по какой-то шкале или в процентах);
2. принцип ограниченности во времени: метрики устанавливаются на определенный промежуток времени (месяц, квартал, год).

#### Различия
1. OKR – это амбициозные и сложно достижимые цели и ключевые результаты, характерные для продуктовой разработки и проектной деятельности, KPI – показатели эффективности текущей (операционной, процессной) деятельности
2. В OKR количество целей и ключевых результатов имеет жесткое ограничение (от трех до пяти), в KPI нет ограничения по количеству показателей
3. В OKR следует стремиться к достижению 70%, а то время как KPI необходимо выполнять на 100%.
4. OKR не связаны с заработной платой сотрудников и финансовыми бонусами, KPI чаще всего напрямую связаны с заработной платой сотрудников, которая состоит из фиксированный платы и бонусной части, полагающейся на оценку этих показателей.
5. Одним из принципов OKR является регулярный мониторинг, поэтому в компаниях проводятся сессии мониторинга (короткие встречи по отслеживанию результатов достижения целей), в KPI регулярные встречи по мониторингу не обязательны.
6. OKR “прозрачны”, это означает, что внутри организации у всех участников есть доступ к просмотру целей и ключевых результатов коллег, подразделений и компании в целом. KPI обычно могут просматривать только ответственный за выполнение показателей (сотрудник) и руководитель.
7. OKR сотрудники устанавливают самостоятельно снизу-вверх, учитывая интересы команды/компании, KPI устанавливаются по иерархии сверху-вниз: руководство определяет ключевые показатели эффективности для команд и сотрудников.

Организации могут использовать OKR и KPI одновременно.

## OKR и Дерево метрик
При построении OKR можно использоваться фреймворк Дерево метрик, который предназначен для проектирования ключевых метрик компании и/или продукта. Дерево метрик представляет собой иерархию метрик: главная метрика компании разветвляется на более низкие уровни:
Чтобы выстроить Дерево метрик, необходимо определить зависимости метрик друг от друга. За главную метрику компании обычно берется выручка, на которую влияет выручка с каждого отдельного продукта. Далее необходимо определить, от чего зависит выручка продукта, например, от средней цены покупки, частоты покупок пользователем и количеством пользователей. Средняя цена покупки в свою очередь зависит от средней стоимости продукта и среднего количества продуктов в заказе. Таким образом можно определить зависимости между метриками и выстроить иерархию метрик. При построении OKR Дерево метрик может послужить основой для определения Ключевых результатов. Например, у компании есть цель: “Сделать продукт Х лидером рынка в сегменте Y”, и в таком случае она может проанализировать свое Дерево метрик и поставить к данной цели следующие Ключевые результаты:
1. Увеличить количество пользователей с Х до Y
2. Увеличить количество продуктов добавленных в корзину с поиска
3. И т.д.